# Vincent Wulf
Pas d'image ? Cliquez ici

a Compétitions nationales et continentales officielles uniquement.

b Matchs officiels uniquement.
Vincent Wulf, né le 5 janvier 1973 à Auckland (Nouvelle-Zélande), est un joueur et entraîneur de rugby à XIII néo-zélandais devenu international français.
Il découvre le rugby à XIII à Auckland est y est formé. Il déménage en Australie à Cairns en 1993 et poursuit son apprentissage. En 1995, il prend la direction de la France et de Villeneuve-sur-Lot. Avec ce club, il a une part active dans sa domination sur le plan national remportant cinq titres de Championnat de France en 1996, 1999, 2001, 2002, et 2003, ainsi que quatre titres de Coupe de France en 1999, 2000, 2002 et 2003. Fort de ses performances en club, il est sélectionné à plusieurs reprises en équipe de France entre 1997 et 2000 prenant part à la Coupe du monde 2000. Il prend part également à l'aventure du Paris Saint-Germain Rugby League lors de la création du club en 1996 et son intégration en Super League.
Enfin, il endosse le rôle d'entraîneur en fin de carrière, notamment à la Réole.

## Biographie
Vincent Wulf est né d'un père allemand et d'une mère samoane, et est le cousin de Chris Masoe, joueur et entraîneur de rugby à XV international néo-zélandais.

## Palmarès

### En tant que joueur
- Collectif :
  - Vainqueur du Championnat de France : 1996, 1999, 2001, 2002,   et 2003 (Villeneuve-sur-Lot).
  - Vainqueur de la Coupe de France : 1999, 2000, 2002 et 2003 (Villeneuve-sur-Lot).
  - Finaliste du Championnat de France : 1997 et 1998 (Villeneuve-sur-Lot).